# Chiesa di San Dionisio alle Quattro Fontane
La chiesa di San Dionisio alle Quattro Fontane, anche nota come San Dionisio Areopagita, era una chiesa di Roma che si trovava lungo la via delle Quattro Fontane, nel rione Monti. Era dedicata a san Dionigi l'Areopagita, un greco convertito al cristianesimo da san Paolo.

## Storia e descrizione

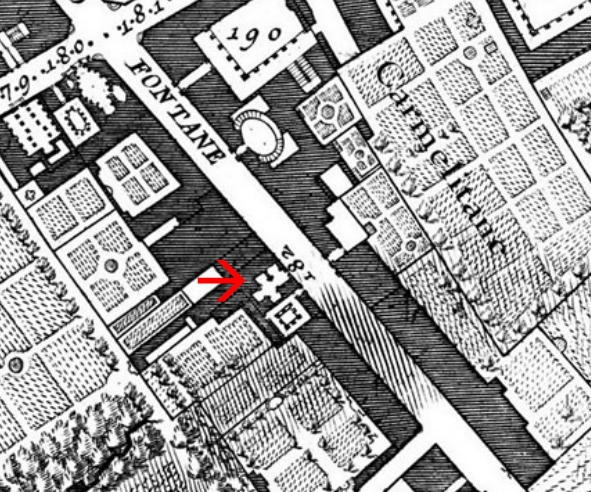
L'ubicazione della chiesa (indicata dalla freccia rossa) nella mappa di Roma di Giovanni Battista Nolli (1748).

Nel 1601, il papa Clemente VIII approvò un ramo riformato dell'ordine dei Trinitari di Jérôme Hélie, noto come Trinitaires Déchaussés en France ("Trinitari scalzi in Francia"). Tra il 1619 e il 1620, quando la via delle Quattro Fontane era ancora nota con il nome di via Felice, il cardinale Ottavio Bandini donò a Jérôme un edificio semplice con un giardino affinché lo trasformasse in un convento dell'ordine. Nei paraggi, Francesco Borromini progettò per i Trinitari spagnoli la chiesa di San Carlo alle Quattro Fontane, con la sua splendida facciata barocca. Per non essere da meno, i francesi contattarono Giovanni Antonio Maccito per ristrutturare l'oratorio del convento in una nuova chiesa imponente.
La facciata, che, a causa della mancanza di denaro non fu costruita fino alla fine del diciassettesimo secolo, aveva due piani separati da un fregio con dei triglifi, delle croci trinitarie e dei gigli. Nelle nicchie del piano superiore si trovavano delle statue dei santi Felice di Valois e Giovanni de Matha, i fondatori dell'ordine della Santissima Trinità. Tra di queste si trovava una finestra coronata da una statua di un angelo che liberava degli schiavi, che si riferiva all'attività principale dell'ordine all'epoca: riscattare i cristiani schiavizzati dai musulmani durante le Crociate. Il frontone triangolare raffigurava una scena della Crocifissione. Il piccolo campanile aveva due campane.
La pianta della chiesa era a croce latina con una cupola all'incrocio tra la navata e il transetto. L'abside era decorata con degli affreschi di Carlo Cesi, lo stesso autore del dipinto dell'altare maggiore, che ritraeva la santissima Trinità, l'Immacolata Concezione e san Dionisio. Oggi questo quadro si trova nella villa Medici. Il dipinto del braccio destro del transetto era di Luis David (1648-1728), San Luigi di Francia e San Dionisio che adorano l'Eucaristia. Nel braccio sinistro si trovava un dipinto della Madonna dei Rimedi. Inoltre, la chiesa ospitava anche un quadro che raffigurava un Ecce Homo, di Luca Giordano, e il sepolcro di famiglia della famiglia Valadier, opera di Luigi Valadier.
L'intero monastero fu chiuso durante l'occupazione francese di Roma alla fine del secolo diciottesimo e finì per essere ceduto, nel 1815, alle suore apostoline di San Basilio, che vi stabilirono un collegio interno. Alla fine del diciannovesimo secolo, la chiesa sopravvisse alle modifiche del quartiere che portarono, per esempio, alla demolizione della chiesa di San Caio a Termini e del suo monastero annesso. Tra il 1937 e il 1938, tuttavia, la chiesa e il monastero furono demoliti per permettere la costruzione dell'Istituto Bancario Italiano.